# 一中各表
一個中國，各自表述（英語：One China with respective interpretations），简称為一中各表，是關於海峽兩岸關係的論述之一，由中國國民黨所提出。起源於中華民國方面的《國統綱領》，認為海峡两岸為一個中國，兩個政治實體，中華民國與中華人民共和國雙方可以各自表述自己擁有中國代表權。該論述不被中華人民共和國方面接受，認為其不足以反映「兩岸共同謀求國家統一」之精神。
1992年香港會談中，兩岸代表以民間名義進行談判，雙方未發表共同宣言，但透過換文認可各自就「一個中國」問題的表述方式。在1995年，中華民國方面的海峽交流基金會副秘書長焦仁和首次提出以「一個中國，各自表述」來總結香港會議的結論。1996年至2000年間，中華人民共和國官方多度提出這項說法不正確，海協會與海基會的共識並非「雙方自此就一個中國可以各説各話」。
2000年以後該論述常被「九二共識」這一名詞所取代，中國國民黨以一中各表做為其認定九二共識的論述基礎。中國大陸方面曾多次宣稱，九二共識不應僅解釋為一中各表，還須包括「海峽兩岸共同努力謀求國家統一」的要求。

## 歷史
中華民國政府自李登輝擔任總統時，開始透過各種管道，與中華人民共和國政府進行非正式蹉商。
1992年8月1日，中華民國國家統一委員會對於“一個中國”的涵義作出決議稱：
海峽兩岸均堅持一個中國之原則，但雙方所賦予之涵義有所不同，中共當局認為一個中國即爲中華人民共和國，將來統一後，台灣將成爲其管轄下的一個特別行政區。台方則認爲一個中國應指1912年成立迄今之中華民國，其主權及于整個中國，但目前之治權，則僅及于台澎金馬。台灣固爲中國之一部分，但大陸亦爲中國之一部分。
1992年10月，代表两岸政府的海峽交流基金會与海峡两岸关系协会在香港进行了首次会谈。在1992年的會議後，台灣方面認為這次會議達成的共識，是海峽兩岸可以各自宣稱自己擁有中國主權，雙方可以自行表述，但在協商中則可以擱置這個議題。台灣媒體認為，這個共識符合國家統一委員會的決議，並以「各自表述」或「各自表述一個中國」等說法來形容。在1995年，海基會秘書長焦仁和正式以「一個中國，各自表述」來概括這個結論。
1996年，在爆發台灣海峽飛彈危機後，中華人民共和國官方正式表達反對「一個中國，各自表述」的提法。1999年，李登輝總統提出特殊的國與國關係（常被稱為兩國論）說法後，中華人民共和國官方強化了反對「一個中國，各自表述」的態度，認為這個說法的目的在於將兩國論合理化。中華人民共和國政府認為，在1992年會談中達成的共識，是雙方在口頭上，皆堅持一個中國原則，但在事務性協商時，可以不去討論這個議題。中華人民共和國政府坚持只有在“一个中国”的前提下才可能展开两岸的谈判。
2000年台灣首次政黨輪替，民主進步黨候選人陳水扁當選中華民國總統，獲得執政權。蘇起提出九二共識，用來取代「一個中國，各自表述」，與中共進行國共會談；但在於台灣內部，則稱九二共識等同於「一個中國，各自表述」。而執政的中华民国总统陈水扁在任时，不承认九二共识和一中各表的存在，并认为：接受“一个中国”就等于投降于“中华人民共和国”。尽管中华人民共和国政府在两岸关系谈判上采取比较模糊的说法，但依其对国际宣传的三段论“世界上只有一个中国，台湾是中国的一部份，中华人民共和国政府是代表全中国的唯一合法政府”，则在国际宣传上，中华民国将从目前地位不明状态，退步到自认属于中华人民共和国的一部分。
2000年6月20日，陳水扁就任總統後，在第一次國際記者會表示：
如果有「共識」，應該是「一個中國各自口頭表述」，但是對岸認為並沒有這樣的共識，所以如果說要有「共識」，那是沒有共識的「共識」，所謂「AGREE TO DISAGREE」。2001年11月10日，陳總統在電視專訪表示：九二共識就誠如許惠祐所說，這是阿扁去年當選之後，就職之前，過去政府某位要員所創造出來的名詞，我們講更白點，根本沒有兩岸九二共識，沒有的東西要阿扁接受，那不是強人所難嗎？...我必需告訴大家，本來就沒有九二共識，本來無一物，何處惹塵埃。今天有人講九二共識是一中各表，一中各表是我們自己有些人、有些團體的主張、他們的希望，請問兩岸有這樣的九二共識嗎？...找不到有所謂一中各表的九二共識，所以不能把自己的一廂情願、有些政黨的想法主張，強壓要阿扁接受，又說這是以前達成的兩岸的九二共識，我覺得這是事實的問題，絕不容扭曲。... 今天很清楚的，海基會、陸委會的某些人，過去曾參與兩岸的協商談判，他們一致說出根本無所謂九二共識，沒有兩岸都達成一中各表的共識...所謂「沒有共識的共識」，就是沒有共識...我們同意有不同，我們同意沒有共識，這就是這個意思，所以今天我們講的跟他們講的不一樣，他們把沒有的事硬說有，同樣的，對岸一再表示沒有所謂一中各表的九二共識，這是非常清楚，既然海基會、陸委會和對岸都說沒有，怎麼有些人還講有，它有在那裏？我們了解對岸中華人民共和國所說的，如果有九二共識，他們的九二共識是一個中國的原則的九二共識，那我們不能接受，也沒有同意過，所以在此情況下要怎麼辦，不要騙自已，不要騙老百姓，不要選舉一到就拿這個東西來混淆是非，這是一個非常重要的原則性、是非問題，絕不容許玩文字遊戲，拿來自欺欺人，來謀取個人、政黨的利益。
2008年3月26日，中華人民共和國領導人胡錦濤與美國總統乔治·沃克·布什進行了電話會談。据事後新華社發佈的英文新聞稿稱，胡錦濤表示：
He said it is China's consistent stand that the Chinese Mainland and Taiwan should restore consultation and talks on the basis of "the 1992 consensus," which sees both sides recognize there is only one China, but agree to differ on its definition.
其中的“both sides recognize there is only one China, but agree to differ on its definition”被臺灣的馬英九政府解讀為「一個中國、各自表述」，認爲這是中華人民共和國方面承認了「九二共識」的含義是「一個中國、各自表述」。惟新華社發佈的中文新聞稿則只出現了「九二共識」一詞，並沒有解釋其含義，更沒有出現「一個中國、各自表述」。中華人民共和國方面也未對此進行任何解釋。
2015年，中華民國總統馬英九稱，「一個中國、各自表述」中的中國，指的是中華民國。曾表示洪秀柱的一中同表與一中各表內容幾乎相同，支持她的立場，但在出訪尼加拉瓜時，認為洪秀柱的一中同表雖然沒有超出一中各表的範圍，但如果解釋不清，最好還是回到一中各表。在同年11月7日的兩岸領導人會面時，馬英九當面向中國大陸領導人、中國共產黨中央委員會總書記習近平提及「中華民國」，而習近平表情平靜，並未反駁，他提出一中各表的基礎是《中華民國憲法》規定。
2016年，台灣藝人周子瑜举中華民國國旗，经黄安举报為支持台獨，是為周子瑜國旗事件。之後周子瑜发布影片道歉並称自己是中国人。國民黨總統候選人競選總部主委胡志強認為出身於台灣的周子瑜拿中華民國國旗是典型的一中各表。
在蔡英文當選中華民國總統後，王在希在北京接見台灣31大專院校學生組成的青年訪問團時，在閉門會議中提出「各表一中」。他認為，用一中各表來表述九二共識，是一種錯誤的扭曲，中華人民共和國方面不可能接受「一個中國就是中華民國」的說法，應改用各表一中。2019年，王在希在談話中，認為根據習五點，九二共識是堅持一個中國原則，並謀求中國統一。國民黨長期以來所說的一中各表，是對九二共識的一種扭曲。

## 對於一中各表的態度

### 中華民國政府
- 臺方建議「一中各表」

為了兩岸文書驗證事宜，海基會於1992年10月與中華人民共和國在香港展開協商。由於中華人民共和國方面提出「一個中國」政治性議題，而無法獲得具體結果，台灣方面於1992年11月3日建議各自以口頭聲明方式表達。
- 互換函件，尊重並接受

兩會當年函電往來雖非雙方同時簽字的協議，1992年11月3日中華人民共和國海協會來電，11月6日又正式來函均表示，對於海基會提出「以口頭方式各自表達」表示充分尊重並接受；即兩會對「一個中國」涵義有不同的認知，雙方可各自以口頭聲明方式表述不同立場。
- 各自表述，擱置爭議，務實協商

由於雙方表述文字甚多，隔日媒體報導濃縮為「一個中國，各自表述」，精簡表達涵義。當時並無「九二共識」之名稱，但確已達成「一中各表」的共識，台灣方面主張「一中」就是中華民國。
- 陸委會主委蘇起以「九二共識」精簡「一中各表」意涵

陸委會主委蘇起於2000年4月28日進一步提出「九二共識」這四個字，用來概括「一個中國，各自表述」的意涵，此即為「九二共識」之由來。後來，中華人民共和國方面也開始引用「九二共識」這個名詞。

### 中華人民共和國政府
1997年5月14日，海協會副會長唐樹備曾在接受採訪時，認為台灣方面將香港會談的共識歸結為「一個中國，各自表述」並不正確，認為共識是「海峽兩岸均堅持一個中國之原則」：
应当强调的是，海协与海基会1992年就在两会事务性商谈中『海峡两岸均坚持一个中国之原则』达成了口头共识，这一共识并未涉及『一个中国』的涵义。海协一贯主张，两岸交往中的具体问题是中国的内部事务，应本着一个中国原则协商解决；在事务性商谈中，只要表明坚持一个中国原则的态度，可以不讨论『一个中国』的政治涵义。我们认为这个共识是存在的。……一段時期以來，台灣方面把海協與海基會就兩會事務性商談中『海峽兩岸均堅持一個中國之原則』達成口頭共識，歸結為『一個中國，各自表述』，這顯然不符合當時的情況。
1999年，中共中央台灣工作辦公室在記者會中，認為將九二共識歸結為一中各表是台灣方面的故意扭曲，以引入兩國論：
...有些臺灣媒體將這件事不正確地概括為「一個中國、各自表述」...臺灣當局...謊稱兩會達成過“一個中國、各自表述”的共識，甚至說成是“一個中國涵義、各自表述”...把一個中國表述為歷史的中國...這已不是臺方所說的‘一個中國、各自表述’的問題了...臺灣當局祭出“一個中國、各自表述”的說法...臺“陸委會”發表的“對特殊國與國關係論書面說明”，在堅持不收回“兩國論”的前提下，進一步把兩會共識歪曲為海協同意“雙方自此就一個中國可以各說各話”。
2016年1月21日，中华人民共和国全国台湾研究会副会长、原海协会副会长王在希在北京与台湾青年座谈，于会后受访时指出，中華人民共和國当初是希望，不要对一中内涵进行讨论的“各表一中”，而非现在台湾强调的“一中各表”：
“各表一中”是1992年海基海协互通电报时，中華人民共和國希望“只要两岸双方承认一个中国，对于未来走向统一没有分歧即可”，并无意探讨“一个中国”的内涵；他认为，之后台湾强调的“一中各表”走了样，台湾称“一个中国就是中华民国”的说法，中華人民共和國不可能接受，也与原先双方达成“一中内涵不讨论”的谅解相背离。
2016年8月30日，中共中央台辦主任張志軍在會見台灣青年代表人士時表示，兩岸交往絕對不能是「外交行為」，中華人民共和國認知的一中是根據自己的憲法，憲法就是中華人民共和國，中華人民共和國不能違憲，但他亦表示理解台灣會認為自己是中華民國，只要承認九二共識，「各表的問題，都可以來談，要找機會把它講一講，如果都不談，永遠擱置也不好」。但後來張志軍否認有此說詞。
2017年7月20日，國家通訊社新華社發布「新華社新聞信息報導中的禁用詞和慎用詞（2016年7月修訂）」，在2015年11月發布的「在新聞報導中的禁用詞（第一批）」的45條禁用詞語基礎上，新增57條內容。對「九二共識」，不使用台灣方面「九二共識、一中各表」的說法。一個中國原則、一個中國政策、一個中國框架不加引號，「一國兩制」加引號。

#### 認爲需包含「共同謀求國家統一」之内涵
2019年2月24日，中共中央台灣工作辦公室前副主任王在希表示：「『堅持一個中國原則、謀求國家統一』是當時（1992年）兩岸雙方共同提出來的一致主張。如果只認同一中，不謀求統一，就不是真正的『九二共識』」；因此「解釋爲『一中各表』扭曲了『九二共識』的本來意義」。2月27日，中共中央台辦發言人在記者會上答問表示，「兩岸共同努力、謀求國家統一」是1992年雙方會談時共同抱持的前提，「因此堅持『一個中國』原則和『共同努力謀求國家統一』，是『九二共識的應有之義』」。
2019年3月12日，第十二届全國人大代表李義虎表示：「『一中各表』等主張，都是對『九二共識』表述的扭曲，與歷史原貌不相符合」。
2022年9月10日，人民政协报更刊登一篇名为《正本清源，“九二共识”不容歪曲》的文章，回顧1992年兩岸會談過程，引述海協會副會長孫亞夫（1992年會談時的海協會副秘書長）語：

各自表述是达成共识的方法，而不是共识内容本身。双方表述的内容是两段相互认可的文字，而不是不加约束的各说各话。共识中，双方都表明了海峡两岸均坚持一个中国原则和努力谋求国家统一的态度。对于一个中国的涵义，海基会表示双方认知各有不同，海协会表示在事务性商谈中不涉及，作了搁置争议的处理。

文章將該處小標題起作「九二共识只有『一中』没有『各表』」，引起爭議。數日後該文章被撤下。